# Locomotiva FS 980
La locomotiva Gruppo 980 è una locotender a vapore per ferrovie a scartamento normale con cremagliera. Ha rodiggio 0-3-0 ed era in uso alle Ferrovie dello Stato italiane.

## Storia
Le locomotive del gruppo 980, acquisite per assicurare la trazione dei treni nella tratta a cremagliera della linea Cecina–Volterra, furono costruite, in numero di 12 esemplari, dalla SLM di Winterthur, la prestigiosa fabbrica svizzera di locomotive a vapore che già a quel tempo era una delle aziende leader nella fabbricazione di macchine per ferrovie a cremagliera. Quattro locomotive vennero costruite nel 1908 e assegnate al deposito locomotive di Pisa, mentre altre otto macchine vennero consegnate a partire dal 1912; dopo il 1915, a seguito dell'apertura all'esercizio della Paola–Cosenza, otto di queste locomotive andarono a far parte della dotazione del Deposito locomotive di Cosenza.
Questo tipo di locomotiva ha lavorato sulla linea Saline-Volterra fino al 1958, data in cui questa tratta fu chiusa e smantellata.
Oggi ne rimane un solo esemplare, la 980-002, custodita nel Museo Nazionale Ferroviario di Pietrarsa a Napoli.

## Tecnica

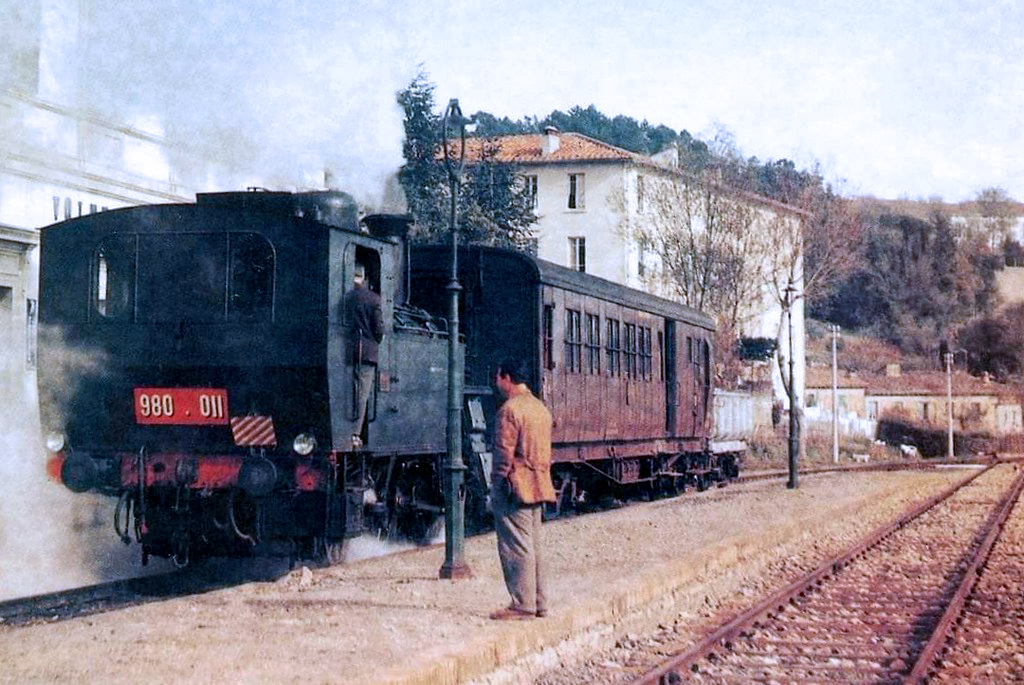
980.011 in sosta a Volterra

Le locomotive del gruppo 980 erano della macchine a vapore saturo a doppia espansione. Avevano una potenza continuativa, alla velocità di 30 km/ora, di 440 hp, con uno sforzo di trazione massimo di 10.000 kg e una prestazione di 70 tonnellate a 10 km/orari sulla pendenza del 100 per mille. Il peso, a pieno carico, in servizio delle 980 con 4,2 metri cubi di acqua e 1 tonnellata di carbone era di 44,4 tonnellate, che scendevano a 40,3 t. con le scorte al minimo. Il peso aderente era coincidente con i due valori essendo la locomotiva a piena aderenza. Il meccanismo della distribuzione era del tipo Walschaerts con distributori a cassetto tipo Trick. Il diametro delle ruote motrici era di 1.040 mm a cerchioni nuovi.
La velocità massima della locomotiva era di 40 km/orari nell'esercizio normale e di 15 km/orari nei tratti armati a dentiera.
La frenatura era assicurata da quattro tipi di freno sulla locomotiva e uno agente sul treno:
- Freno a repressione, sistema Riggenbach.
- Freno a ceppi, azionato a mano, sulla ruota dentata agente sulla cremagliera.
- Freno a nastro, azionato a mano, sul meccanismo motore.
- Freno a ceppi sulle ruote accoppiate posteriori azionabile a mano.
- Freno automatico ad aria compressa agente sul solo treno.

Le locomotive erano fornite di apparecchiature per il riscaldamento a vapore del treno.

## Depositi di assegnazione
- Deposito locomotive di Pisa, n° 4 unità
- Deposito locomotive di Cosenza, n° 8 unità[1].